# Akodéha
Akodéha è un arrondissement del Benin situato nella città di Comè (dipartimento di Mono) con 10.989 abitanti (dato 2006).